# Holding
A holding társaság olyan üzleti struktúra, amelynek fő célja más vállalatok részvényeinek birtoklása és azok irányítása. Általában nem állít elő árukat vagy szolgáltatásokat. Célja egy vállalatcsoport létrehozása és gyakran a kockázat csökkentése. Az Egyesült Államokban például egy holdingtársaságnak legalább 80%-ban kell birtokolnia egy másik vállalat részvényeit, hogy adóelőnyöket kapjon a kifizetett osztalékok után. A koncepció enyhén eltér az egyes országokban, specifikus jogi meghatározásokkal és következményekkel.

## Országonként

### Magyarország
Magyarországon a holding társaság nem létezik adóügyi fogalomként, azonban működésiköltség-optimalizáció és kockázatcsökkentési céllal gyakran használják, mint vállalati struktúrát.

#### Ismertebb magyar holding társaságok
- MPF Holding
- Docler Holding
- Videoton Holding
- Gránit Pólus csoport
- Mészáros csoport.[4]

### Egyesült Államok
Az Egyesült Államokban a holdingtársaságoknak legalább 80% részesedést kell szerezniük egy másik vállalatban, hogy jogosultak legyenek az osztalék utáni adóelőnyökre.

### Egyesült Királyság
Az Egyesült Királyságban egy vállalat, amely több mint 51%-os részesedéssel rendelkezik egy másik vállalatban, gyakorlatilag annak anyavállalataként működik.

### Ausztrália
Ausztráliában a holdingtársaságok a 2001-es Vállalati Törvény alapján működnek, amely szabályozza a szülő- és leányvállalatok közötti kapcsolatokat.

### Kanada
Kanadában a holdingtársaságok jogi kereteit a szövetségi és tartományi törvények szabályozzák. A kanadai holdingtársaságok gyakran részt vesznek a nemzetközi peres ügyekben, ahol a kanadai anyavállalatok ellen indítanak eljárást a külföldi leányvállalatok tevékenységei miatt.

### Szingapúr
Szingapúrban a holdingtársaságok a Vállalati Törvény alapján működnek, amely meghatározza a szülő- és leányvállalatok közötti viszonyokat és kötelezettségeket.